# René von Wurstemberger

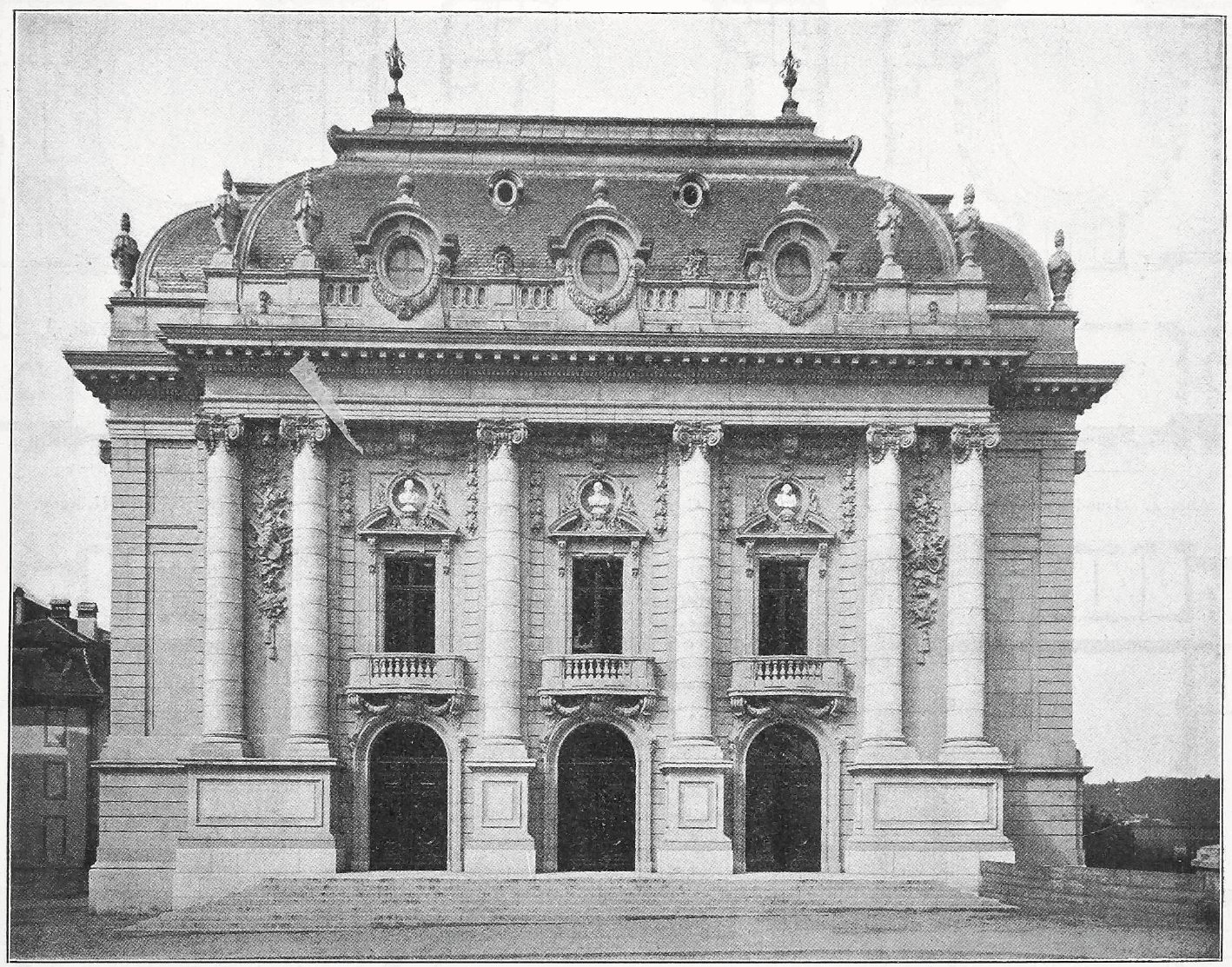
Stadttheater Bern, Ostfassade (1904)

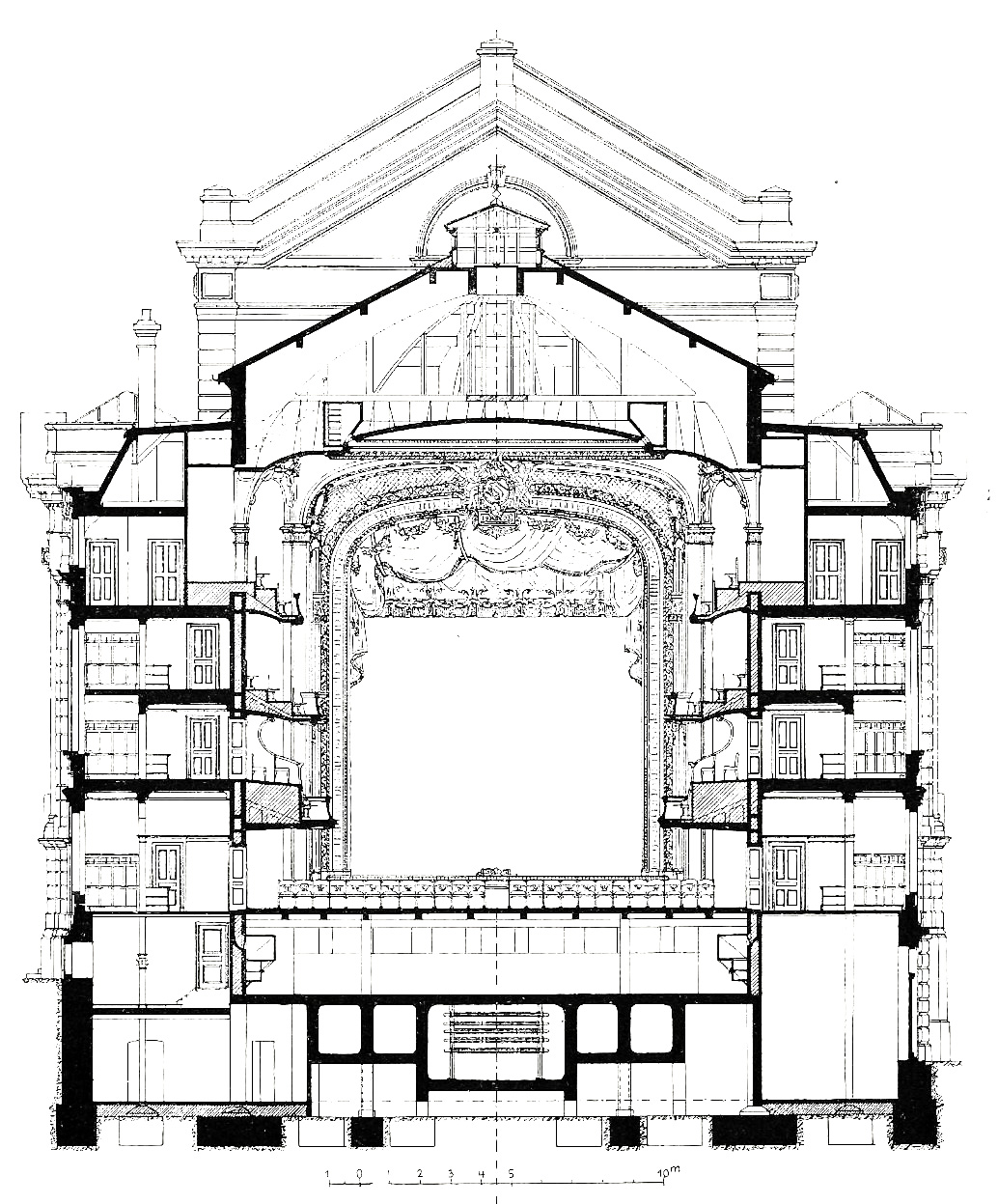
Stadttheater Bern, Schnitt N–S, Blick in den Bühnenraum

René von Wurstemberger (auch Rudolf Albrecht Renatus von Wurstemberger; geb. 30. August 1857 in Bern; gest. 21. Februar 1935 ebenda) war ein Schweizer Architekt des Späthistorismus, der in Bern tätig war und neben Villenbauten als der Erbauer des Stadttheaters Bern bekannt ist.

## Leben
Wurstemberger, Spross der Berner Patrizierfamilie  von Wurstemberger, studierte am Zürcher Eidgenössischen Polytechnikum von 1876 bis 1878 Architektur. Seine Prägung erhielt er durch den Einfluss aus Paris, wo er an der École des Beaux-Arts 1879 bis 1885 Weiterbildungskurse besuchte. Eine längere Bildungsreise führte ihn nach Deutschland, in die Länder der Österreichisch-Ungarischen Monarchie, ins Osmanische Reich und nach Italien. 1888 kehrte er nach Bern zurück und heiratete die Tochter des Architekten Friedrich von Rütte, dessen Partner er zugleich wurde. Es entstanden Villen im Stile der französischen Renaissance-Schlösser, aber auch des Barock und des Rokoko.

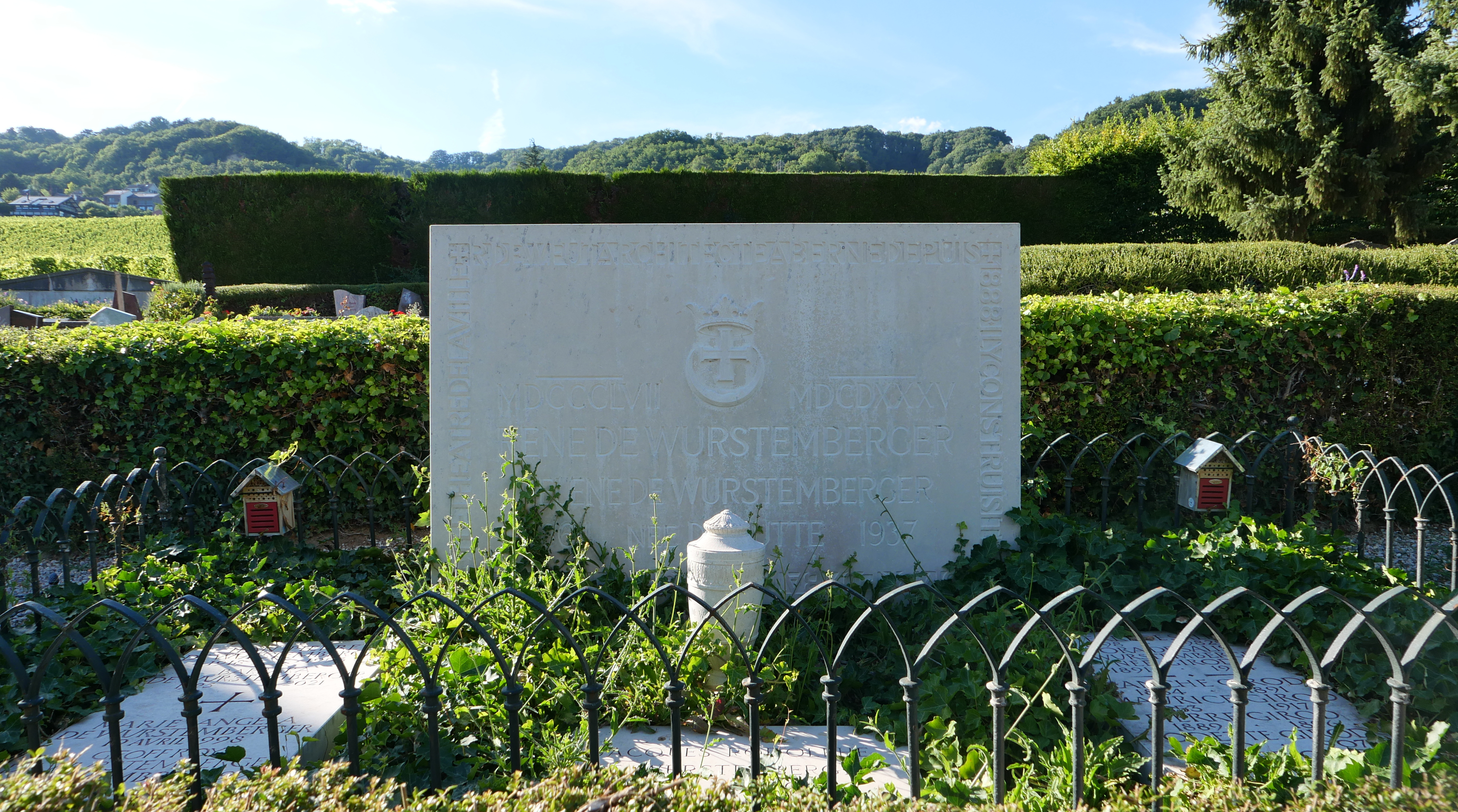
Von Wurstembergers Familiengrab in Mont-sur-Rolle

1897 beteiligte er sich am Wettbewerb für ein Berner Stadttheater, der aber keinen Sieger erbrachte, sondern nur geteilte zweite Preise für ihn und Kuder und Müller. Nach Überarbeitung wurde sein Projekt zum Bau beauftragt, und so errichtete er von 1901 bis 1905 das Theater der Stadt Bern, einen palastartigen Bau, mit Eingangspavillon und Seitenrisaliten und sechsachsigem Eingangsrisalit mit Kompositsäulen in Kolossalordnung, mit seitlichen Mansarddächern und insgesamt klarer, an den Dachformen ablesbarer Teilung in Eingangsbereich, Zuschauerbereich und Bühnentrakt.
Wurstemberger engagierte sich im öffentlichen Leben: 1894 war er Präsident des Kunstvereins, 1897 bis 1906 Präsident des Bernischen Kunstmuseums, seit 1904 Grosser Burgerrat und 1919 bis 1922 Mitglied der eidgenössischen Kommission für die Erhaltung der Kunstdenkmäler. In den Jahren 1914 bis 1934 war er Präsident der Berner Grande Société.

## Werkauswahl

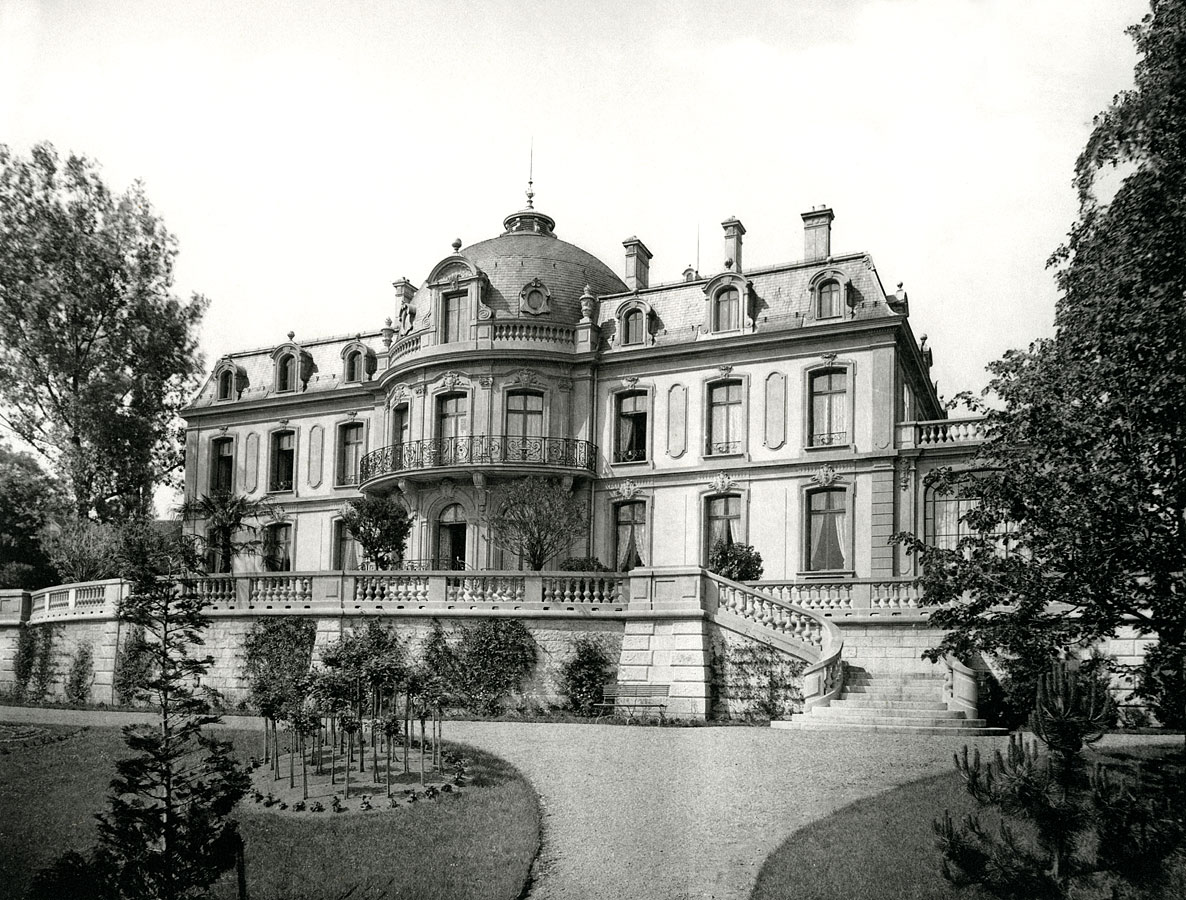
Villa Marcuard (abgebrochen), Laupenstrasse 19, Bern

- Villa Marcuard (abgebrochen), Laupenstrasse 19, BernVilla von Jenner, Muristrasse 53, Bern (1893, heute tschechische Botschaft)
- Gesellschaftshaus der Bogenschützengesellschaft der Stadt Bern, Thormannstrasse 67, Bern (1894)
- La Clairière, Muri bei Bern (1897)
- Stadttheater, Bern (1901/03)
- Hôtel de Musique (Umbau), Bern (1904)
- Villa von Tscharner, Elfenstrasse 19, Bern (1905)
- Villa von Wurstemberger, Taubenstrasse 16, Bern
- Villa Blumenrain, Taubenstrasse 14, Bern (1912)
- Erweiterungsbau des Bernischen Historischen Museums, südlicher Anbau zur Aufnahme der Sammlung Henri Moser-Charlottenfels (1921)

## Fussnoten
1. ↑  Der Rufname war René bzw. Renatus.

| Personendaten    | Personendaten |
| ---------------- | --- |
| NAME             | Wurstemberger, René von |
| ALTERNATIVNAMEN  | Wurstemberger, R. von; Wurstemberger, Rudolf Albrecht Renatus von (vollständiger Name); Wurstemberger, Rudolf Albrecht Renatus von (Falschschreibung) |
| KURZBESCHREIBUNG | Schweizer Architekt |
| GEBURTSDATUM     | 30. August 1857 |
| GEBURTSORT       | Bern |
| STERBEDATUM      | 21. Februar 1935 |
| STERBEORT        | Bern |